# Anton Körberg

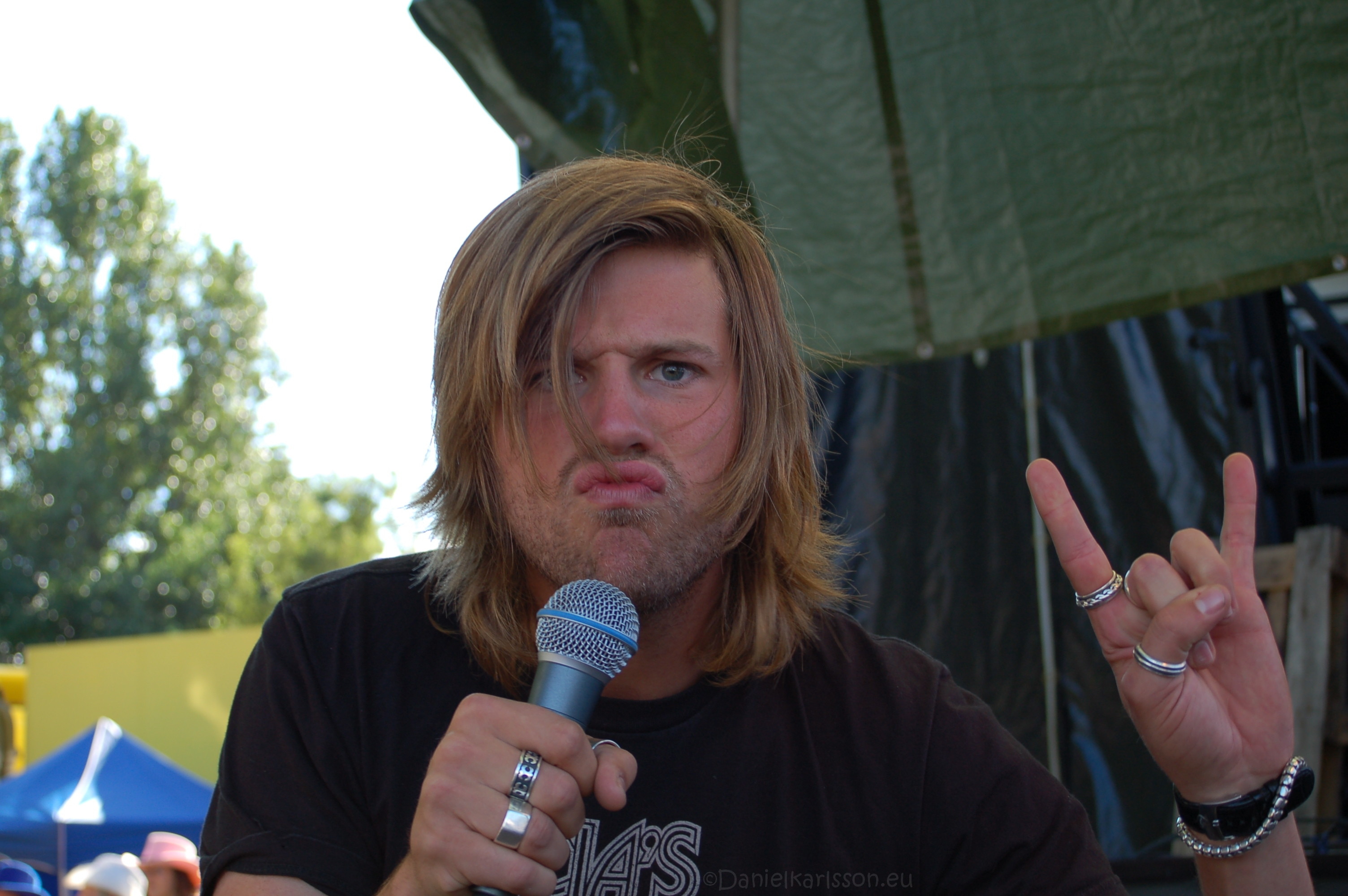
Anton Körberg 2008.

Dan Anton Fabian Körberg, född 19 september 1977 i Katarina församling, Stockholm, är en svensk programledare, musiker och skådespelare. 
Han är son till Tommy Körberg och Anki Lidén samt halvbror till Avicii. Han spelade Adam Frick i TV-serien Vita lögner (1997–2002) och har varit programledare för TV-programmet Pussel och på Kanal Lokal STHLM. Anton Körberg är genom sin mor halvbror till Tim Bergling, känd som Avicii. Genom sin far är han halvbror till Erlend och Elvira Körberg.
Körberg spelar trummor i countryrockbandet Boots On och Alice Cooper- och Electric Angels- gitarristen Ryan Roxies band Roxie 77 (tidigare Happypill).
Mellan 2009 och 2015 var han programledare i morgonshowen Morronrock i radiostationen Rockklassiker. 2011 var han programledare för programmet All världens reklam på TV 11. Han har även medverkat i TV-serien Karatefylla på TV6.
Som röstskådespelare gjorde Körberg den svenska rösten till vikingen Snor-Per i Draktränaren och till P.H. i filmen Hopp.
Körberg gjorde även den svenska rösten till Snurre Sprätt i filmen Space Jam: A New Legacy.
Han är programledare i Star FM på 107,8 MHZ.

## Teater

### Roller (ej komplett)
| År   | Roll  | Produktion                 | Regi        | Teater      |
| ---- | ----- | -------------------------- | ----------- | ----------- |
| 2004 | Albin | Söderkåkar Gideon Wahlberg | Ulf Larsson | Tantogården |